# Lycianthes pilosissima
Lycianthes pilosissima är en potatisväxtart som först beskrevs av Carl Friedrich Philipp von Martius och Gal., och fick sitt nu gällande namn av Friedrich August Georg Bitter. Lycianthes pilosissima ingår i Himmelsögonsläktet som ingår i familjen potatisväxter. Inga underarter finns listade i Catalogue of Life.